# شنژن ایرلاینز

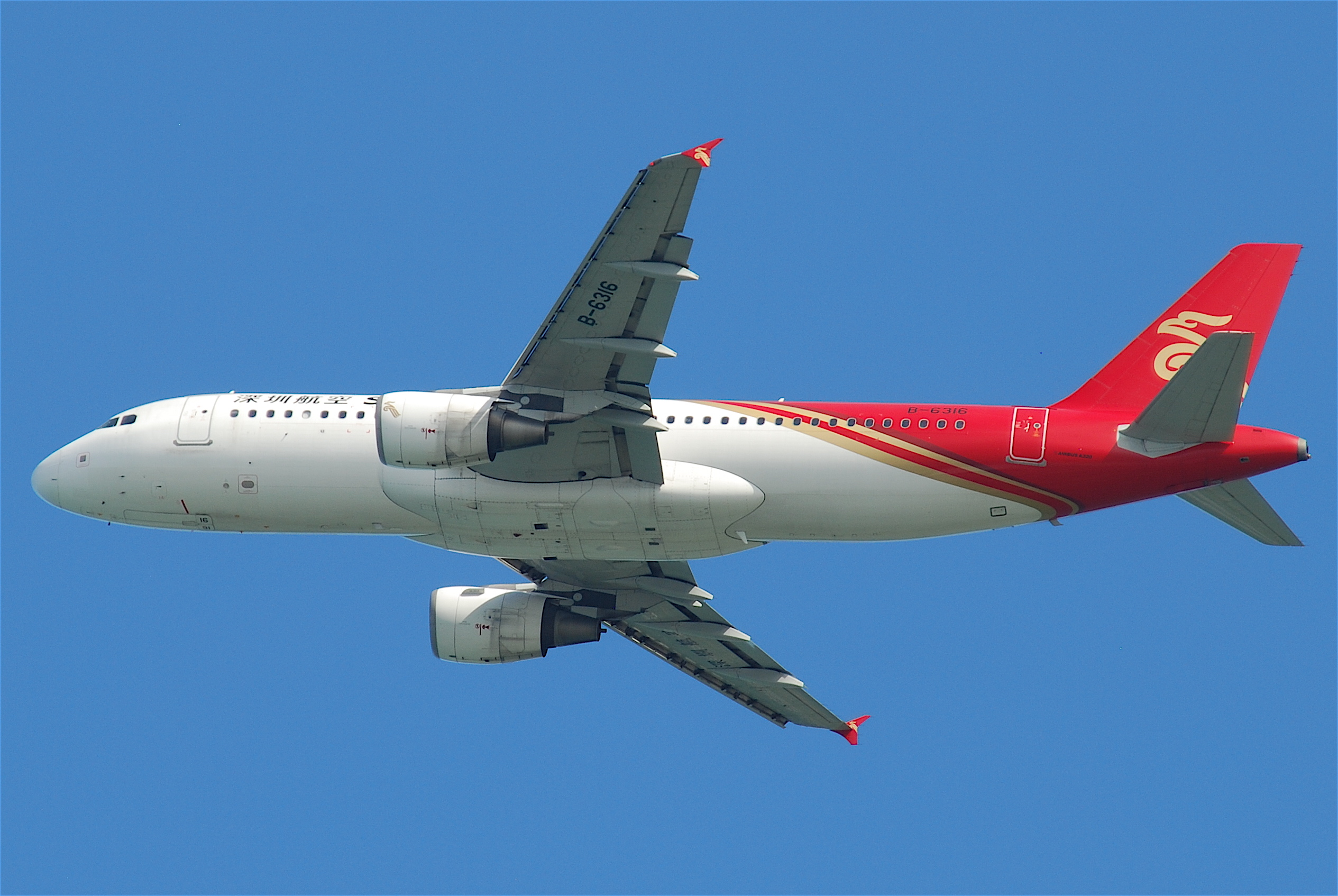
هواپیمای ایرباس ای۳۲۰ متعلق به شنژن ایرلاینز

شنژن ایرلاینز (به انگلیسی: Shenzhen Airlines) شرکت هواپیمایی چینی است، که به همراه هواپیمایی جنوبی چین، هواپیمایی شرقی چین و ایر چاینا به‌عنوان چهار شرکت اصلی هواپیمایی در جمهوری خلق چین شناخته می‌شود.
شرکت شنژن ایرلاینز در سال ۱۹۹۲ راه‌اندازی شد و در حال حاضر روزانه به ۷۴ مقصد داخلی و بین‌المللی خدمات انتقال مسافر را انجام می‌دهد. این شرکت در سال ۲۰۱۲ بیش از ۱۶٫۵ میلیون مسافر را منتقل نموده‌است.
دفتر مرکزی این شرکت در فرودگاه بین‌المللی شنژن بن واقع در شهر شنژن، گوانگ‌دونگ مستقر می‌باشد و فرودگاه بین‌المللی شنژن بن، فرودگاه بین‌المللی بایون گوآنگجو، فرودگاه بین‌المللی نانجینگ لوکو، فرودگاه بین‌المللی نانینگ ووژو و فرودگاه بین‌المللی شنینگ تخین قطب‌های این شرکت هواپیمایی را تشکیل می‌دهند.
شرکت‌های شنژن اینترنشنال هولدینگز با ۱۵٪ درصد سهام و ایر چاینا با ۵۱٪ درصد سهام، سهام‌داران اصلی شرکت شنژن ایرلاینز به‌شمار می‌آیند. این شرکت در حال حاضر در ناوگان هوایی خود، دارای ۱۳۷ فروند هواپیمای جت مسافربری می‌باشد و از سال ۲۰۱۱ یکی از اعضای اصلی اتحاد استار الاینس محسوب می‌شود.